# 040 T État 40-001 à 143
Les Eight wheel série 40.000 numéro 40.001 à 40.143 étaient des locomotives-tender françaises de l'Administration des chemins de fer de l'État. Au premier janvier 1938, elles deviennent à la SNCF, les 3-040 TA 1 à 143.

## Genèse
C'est en 1913 que le département de recherche de l'Administration des chemins de fer de l'État a commencé à étudier la question d'un remplacement de ses 3.501 à 3.530 et 3.531 à 3.602 (futures 3-030 TB SNCF) de manœuvre. Elles avaient une force de traction de 40 tonnes, alors que les 40.000 en avaient une de 60 tonnes.s

## Construction
143 locomotives ont été construites entre 1914 et 1922, avec une interruption pendant la Première Guerre mondiale. Les 18 premières machines, numérotées 40-001 à 40-018, ont été mises en service en 1914. La guerre a empêché la construction du reste de la série, et les deux dernières locomotives du premier lot, les 40-019 et 40-020, ont été prises par l'armée allemande et non retournées jusqu'en 1919 et 1922 respectivement. La construction a repris en 1920 et la série complète des 143 locomotives a été mise en service en 1922. La plupart ont été construites par des sociétés d'ingénierie françaises, mais six ont été construites dans l'ex-Ouest de l'État par des ateliers à Sotteville, Rouen. Des locomotives de conception similaire ont été construites pour l'industrie française.
| État N°                        | SNCF N°                 | Quantité | Constructeurs           | N° de série | Année | Commentaire                                    |
| ------------------------------ | ----------------------- | -------- | ----------------------- | ----------- | ----- | ---------------------------------------------- |
| 40.001 à 40.020                | 3-040 TA 1 à 19,140     | 20       | ANF Blanc-Misseron      | 76-95       | 1914  | .020 renumérotés .140 à son retour d'Allemagne |
| 40.021 à 40.030                | 3-040 TA 21 à 30        | 10       | ANF Blanc-Misseron      | 96-105      | 1922  |                                                |
| 40.031 à 40.080                | 3-040 TA 31 à 80        | 50       | Schneider et Cie        | 3380-3429   | 1920  | Numéros de série non dans l'ordre              |
| 40.081 à 40.120                | 3-040 TA 81 à 120       | 40       | Fives-Lille             | 4253-4292   | 1921  |                                                |
| 40.121 à 40.123                | 3-040 TA 121 à 123      | 3        | At. de Sotteville(État) | 61-63       | 1920  |                                                |
| 40.124 à 40.139 + 40.020 (2nd) | 3-040 TA 124 à 139 + 20 | 17       | ANF Blanc-Misseron      | 121–137     | 1922  |                                                |
| 40.141 à 40.143                | 3-040 TA 141 à 143      | 3        | At. de Sotteville(État) | 64-66       | 1922  |                                                |

## Description
Les 40.000 de l’État étaient des machines simple expansion à 2 cylindres. Elles possédaient un foyer Crampton et une distribution Walschaerts, la bielle motrice était fixée au troisième essieux. Les soutes à eau de chaque côté de la chaudière possédaient un front en pente, cela permettait aux mécanicien et chauffeur une vision supplémentaire sur la voie pour un attelage facilité ainsi que pour s'assurer qu'aucun agent n'était sur la voie devant la locomotive. D'origine les machines avaient des cabines dites ouvertes, mais dès la fin des années 1930, pour en améliorer le confort, des améliorations sont apportées pour en faire des cabines dites fermées.

## Utilisation et services

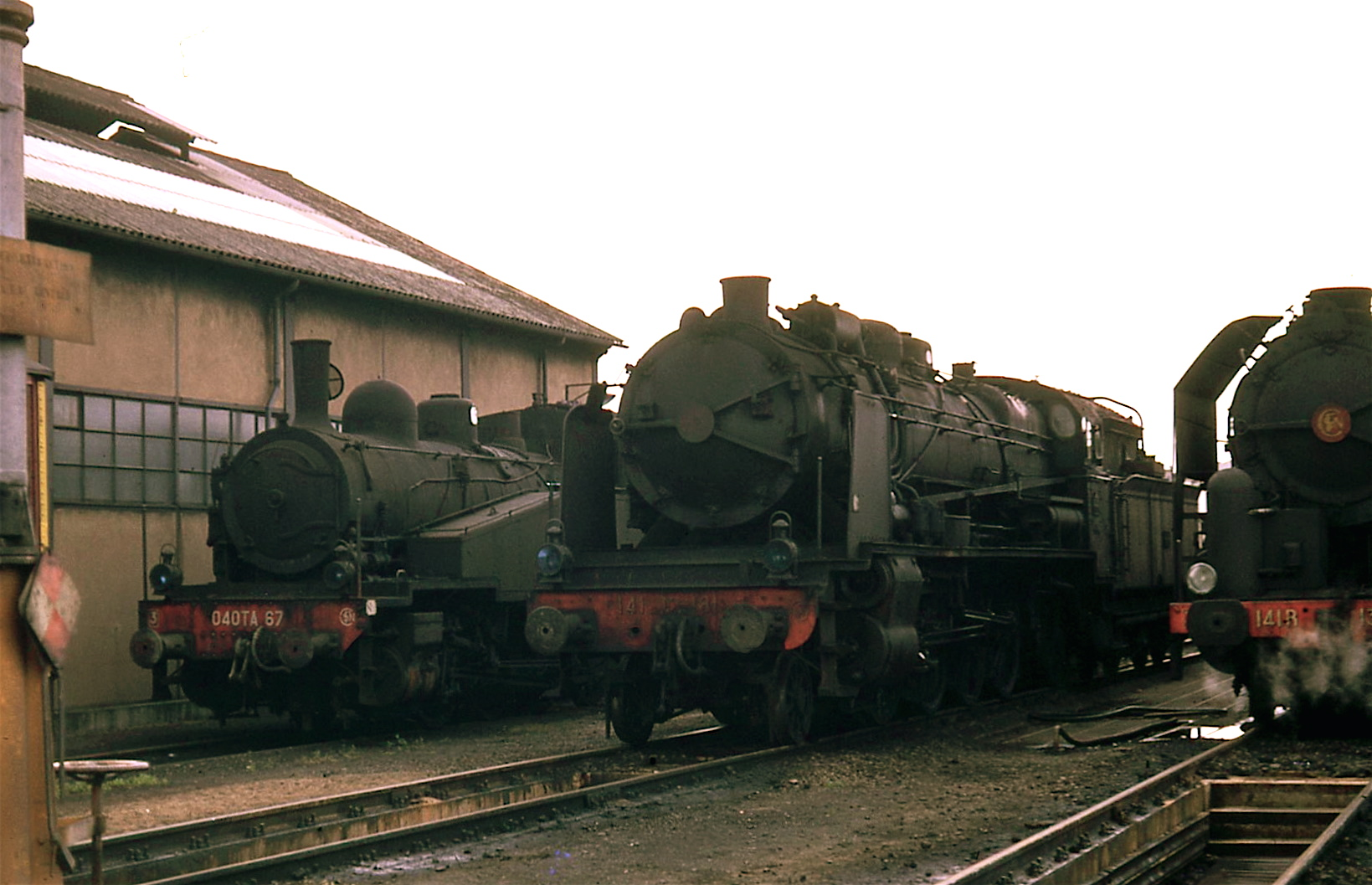
La 040 TA 67 au côté d'une 141 C et 141 R à St. Nazaire en 1969.

Elles passèrent toute leur carrière sur la région Ouest. Conçues pour les manœuvres, les locomotives avaient été affectées aux dépôts de Paris-Vaugirard, Montrouge, Batignolles, Sotteville (Rouen), Le Havre, Dieppe, Trappes, Chartres, Caen, Cherbourg, Saint-Brieuc, Brest, Nantes, Rennes et La Rochelle ainsi que des chemins de fer industriels et des ports. Lorsque la SNCF a été formée, la série a été renumérotée 3-040 TA 1 à 3-040 TA 143.
Pendant la Seconde Guerre mondiale, 52 locomotives ont été prises par l'Allemagne, où beaucoup d'entre elles ont reçu des cabines fermées; 25 de ces locomotives ne sont jamais retournées en France et ont été radiées. Pendant les années 1950 et 60, douze locomotives ont été vendues à l'industrie.

## Machines préservées
Deux machines sont aujourd'hui préservées :
- La 040 TA 137 par l'AJECTA au Musée vivant du chemin de fer à Longueville (Seine-et-Marne) est classée Monument historique. Elle a servi au tournage du feuilleton télévisé L'Île aux trente cercueils.
- La 040 TA 141 au Château de Saint-Fargeau, propriété de M. Guyot.

## Modélisme
Les 3-040 TA ont été reproduites à l'échelle HO par Jouef à partir de 1967 et jusque dans les années 2000. Elles étaient disponibles en version à cabine ouverte ou fermée. L'artisan suisse Apogée Vapeur les a fabriquées en laiton à monter par l'amateur.

A l'échelle O, AMJL a fabriqué des modèles en laiton montés et peints. Une évocation en fer-blanc (tin plate) existe chez AS.